# Midori (Pornodarstellerin)

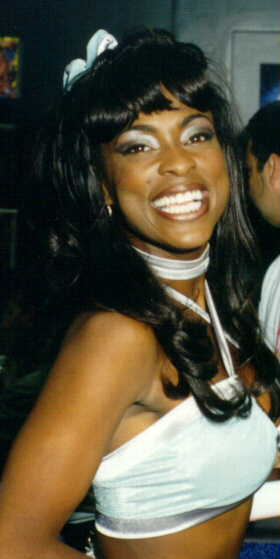
Midori (2006)

Midori (* 19. Juli 1968 als Michele Evette Watley in Durham, North Carolina) ist eine US-amerikanische Sängerin, Schauspielerin und  Pornodarstellerin. Sie ist die jüngere Schwester der R&B-Sängerin und Grammy-Gewinnerin Jody Watley.

## Leben und Karriere
Watley gehört unter dem Künstlernamen Midori seit Ende der 1990er-Jahre zu den bekanntesten afroamerikanischen Pornodarstellerinnen. Ihren ersten Film-Auftritt als Schauspielerin hatte sie in der Komödie Der Prinz aus Zamunda (Coming to America) mit Eddie Murphy im Jahr 1988. Dort spielte sie in einer Nebenrolle eine der Bediensteten, die den Prinzen baden.
1996 bekam Midori eine Hauptrolle in Rodney Evans Dokumentation The Unveiling, die das Alltagsleben von drei Strippern begleitet. Dazu gehörte neben Michele auch Dixie Evans, die zu den berühmtesten Stripperinnen der USA in der ersten Hälfte des letzten Jahrhunderts zählte. Außerdem arbeitete Midori als Background-Sängerin für verschiedene Musiker, als Model in Magazinen wie Elle, in Theateraufführungen sowie als Model für den Hairstylisten Vidal Sassoon.
1995 hatte Midori ihr Debüt in einem Pornofilm – in David Christophers Pussyman Auditions 3.
Midoris Karriere als Pornodarstellerin entwickelte sich rasant, zumal das auf afroamerikanische Pornos spezialisierte Filmstudio Video Team Midori Ende der 1990er-Jahre unter Vertrag nahm und zu einem Star aufgebaut hat. Dort erhielt Midori auch die Chance, eigene Drehbücher zu schreiben und Regie zu führen. Hervorzuheben ist ihre Rolle in dem Porno-Drama Westside, an der Seite von Lexington Steele und Inari Vachs, für das sie als erste Afroamerikanerin einen AVN Award gewann. Dieser Auszeichnung sind weltweit weitere Preise gefolgt. Insgesamt hat Midori zwischen 1996 und 2002 zahllose Pornofilme gedreht und ist auf vielen Boxcovern als Hauptdarstellerin zu sehen. Neben den Produktionen in den USA hat sie auch einige Filme in Polen gedreht und dort ebenfalls Auszeichnungen erhalten. Zwischenzeitlich zog sich Midori immer wieder für einige Zeit vom Pornogeschäft zurück.
Neben ihrer Karriere als Pornodarstellerin arbeitet Midori auch als Sängerin. 1997 spielte sie ein Duett mit Oran „Juice“ Jones ein, das dieser auf seinem Album Player’s Call veröffentlichte. 1999 steuerte sie ein Lied zum Sampler Porn To Rock bei und war im gleichen Jahr Tänzerin und Sängerin für Kid Rock. Beide waren zudem für kurze Zeit eng befreundet. Kid Rock nahm mit Midori u. a. ein Lied für den Sampler Deep Porn (2000) auf – wobei Midori auf diesem Sampler sogar mit zwei Liedern vertreten ist.
In den Jahren 2000 und 2001 veröffentlichte Midori zwei Musik-CDs sowie einen Videoclip zu einem der Songs. Eine der CDs enthält überwiegend Dance Music, die andere Hip-Hop und Rap. Ihre bislang letzte Veröffentlichung ist eine Kooperation mit dem Rapper Warrior aus dem Jahr 2003 (Who’s Hustlin’ Who).
Nach über zwei Jahren Abstinenz vom Hardcorefilm hat Midori Ende 2005 wieder einige Filme gedreht. Im August 2011 wurde sie in dem Artikel „The Top 50 Hottest Black Porn Stars Of All Time“ des Magazins Complex auf Platz 11 gelistet.

## Auszeichnungen
- 1998: AVN Award „Best Ethnic-Themed Video“ (Midori's Flava)
- 2001: AVN Award „Best Supporting Actress“ (Westside)
- 2009: AVN Hall of Fame[2]

## Diskografie
Alben:
- 2000 – Midori (AKA) Michele Watley
- 2001 – Miss Judged

Singles:
- 2003 – Who’s Hustlin’ Who, Warrior feat. Midori

Weitere Aufnahmen/Sampler:
- 1997 – Player’s Call, Oran Juice Jones
- 1997 – Let’s Stay Together, feat. Midori
- 1999 – Porn To Rock, Various Artists
- 1999 – 5,10,15,20
- 2000 – Deep Porn, Various Artists
- 2000 – F.M.A., Kid Rock feat. Midori
- 2000 – Zap, Wide feat. Midori
- 2002 – Perfect Weapon, Warrior feat. Midori

Cover girl:
- 1999 – Nuttin’ To Do, Bad Meets Evil (Royce/Eminem)
- 2000 – Face Down Ass Up, Andrew Dice Clay

Musik-Videos:
- 2001 – Catch The Beat
- 2001 – My Projects, Coo Coo Cal (Gastauftritt, kein Gesang)